# Whistling Straits
Whistling Straits is een golfresort in Kohler, Wisconsin. Het complex omvat twee golfbanen: The Straits (1998) en The Irish (2000).

## Toernooien
- US PGA Championship : 2004, 2010 en 2015
- US Senior Open: 2007
- Ryder Cup: 2021

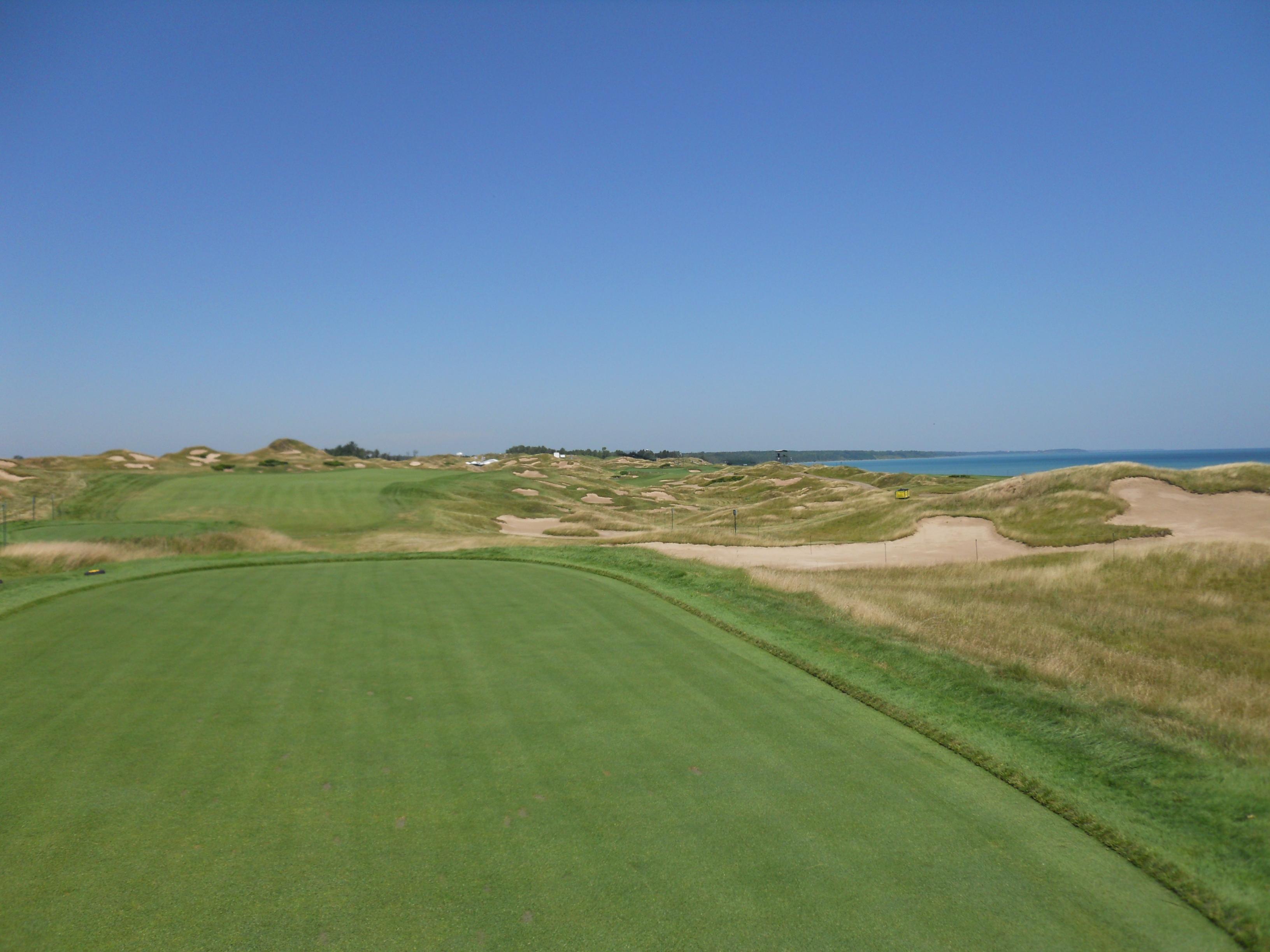
The Straits
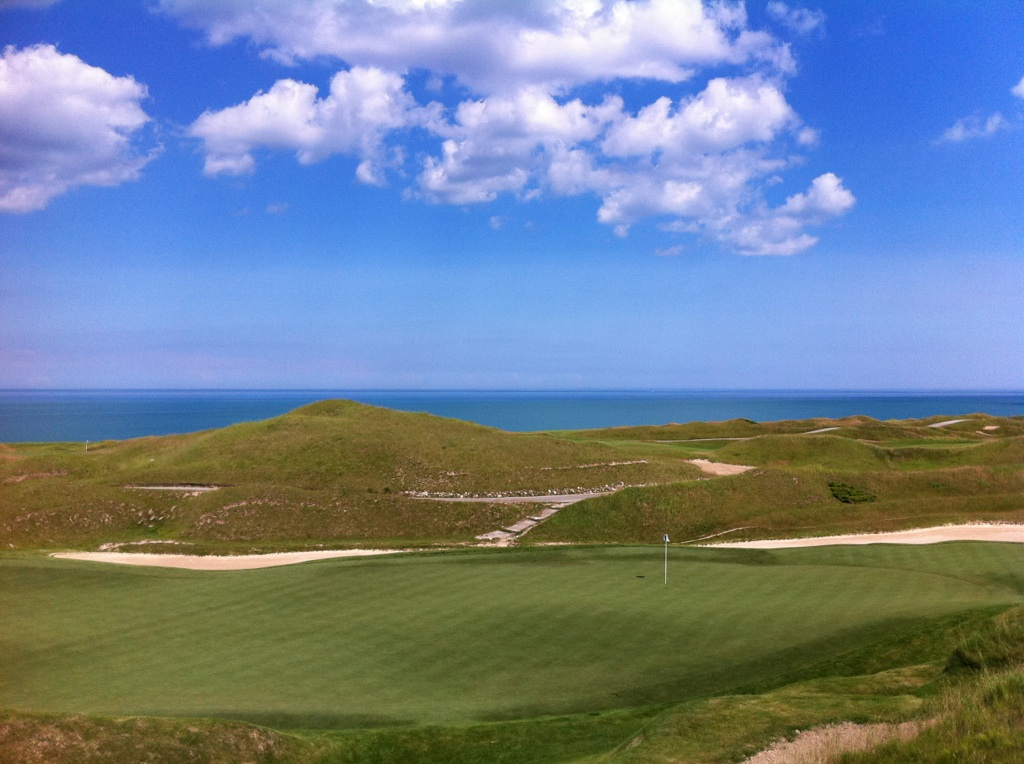
The Irish